# Сьерра-Мохада (муниципалитет)
Сьерра-Мохада (исп. Sierra Mojada) — муниципалитет в Мексике, штат Коауила, с административным центром в одноимённом городе. Численность населения, по данным переписи 2020 года, составила 6744 человека.

## Общие сведения
Название Sierra Mojada с испанского языка дословно можно перевести как мокрая горная цепь, это можно отнести к тому, что горная гряда, на которой расположен муниципалитет, похожа на морскую волну.
Площадь муниципалитета равна 7922 км², что составляет 5,23 % от общей площади штата, а наивысшая точка — 1566 метров, расположена в поселении Эль-Каррисо.
Он граничит с другими муниципалитетами штата Коауила: на севере и востоке с Окампо, на юго-востоке с Куатро-Сьенегасом, на юге с Франсиско-Мадеро, а также с другими штатами Мексики: на юге с Дуранго и на западе с Чиуауа.

## Учреждение и состав
Муниципалитет был образован в 1869 году, в его состав входит 62 населённых пунктов, самые крупные из которых:
| Код INEGI                  | Населённый пункт                                                                             | Численность населения (2005 год) | Численность населения (2010 год) | Численность населения (2020 год) |
| -------------------------- | -------------------------------------------------------------------------------------------- | -------------------------------- | -------------------------------- | -------------------------------- |
| 034                        | Всего                                                                                        | 5245                             | 6375                             | 6744                             |
| 0025                       | Эркулес (исп. Hércules) 28°02′31″ с. ш. 103°47′23″ з. д.                                     | 3219                             | 3914                             | 4573                             |
| 0020                       | Ла-Эсмеральда (исп. La Esmeralda) 27°17′17″ с. ш. 103°39′47″ з. д.                           | 804                              | 1111                             | 948                              |
| 0001                       | Сьерра-Мохада (исп. Sierra Mojada) 27°17′13″ с. ш. 103°42′05″ з. д. (административный центр) | 377                              | 478                              | 462                              |
| 0018                       | Салина-дель-Рей (исп. Salina del Rey) 26°59′38″ с. ш. 103°27′06″ з. д.                       | 258                              | 320                              | 237                              |
| 0058                       | Сан-Хосе-де-Карранса (исп. San José de Carranza) 27°50′07″ с. ш. 103°33′35″ з. д.            | 260                              | 217                              | 133                              |
| —                          | Прочие                                                                                       | 327                              | 335                              | 391                              |
| Названия на карте Генштаба |                                                                                              |                                  |                                  |                                  |

## Экономика
По статистическим данным 2000 года, работоспособное население занято по секторам экономики в следующих пропорциях:
- сельское хозяйство и скотоводство — 13,3 %;
- производство и строительство — 52,5 %;
- торговля, сферы услуг и туризма — 28,5 %;
- безработные — 5,7 %.

## Инфраструктура
По статистическим данным 2010 года, инфраструктура развита следующим образом:
- электрификация: 91,5 %;
- водоснабжение: 92,8 %;
- водоотведение: 91,4 %.

## Фотографии

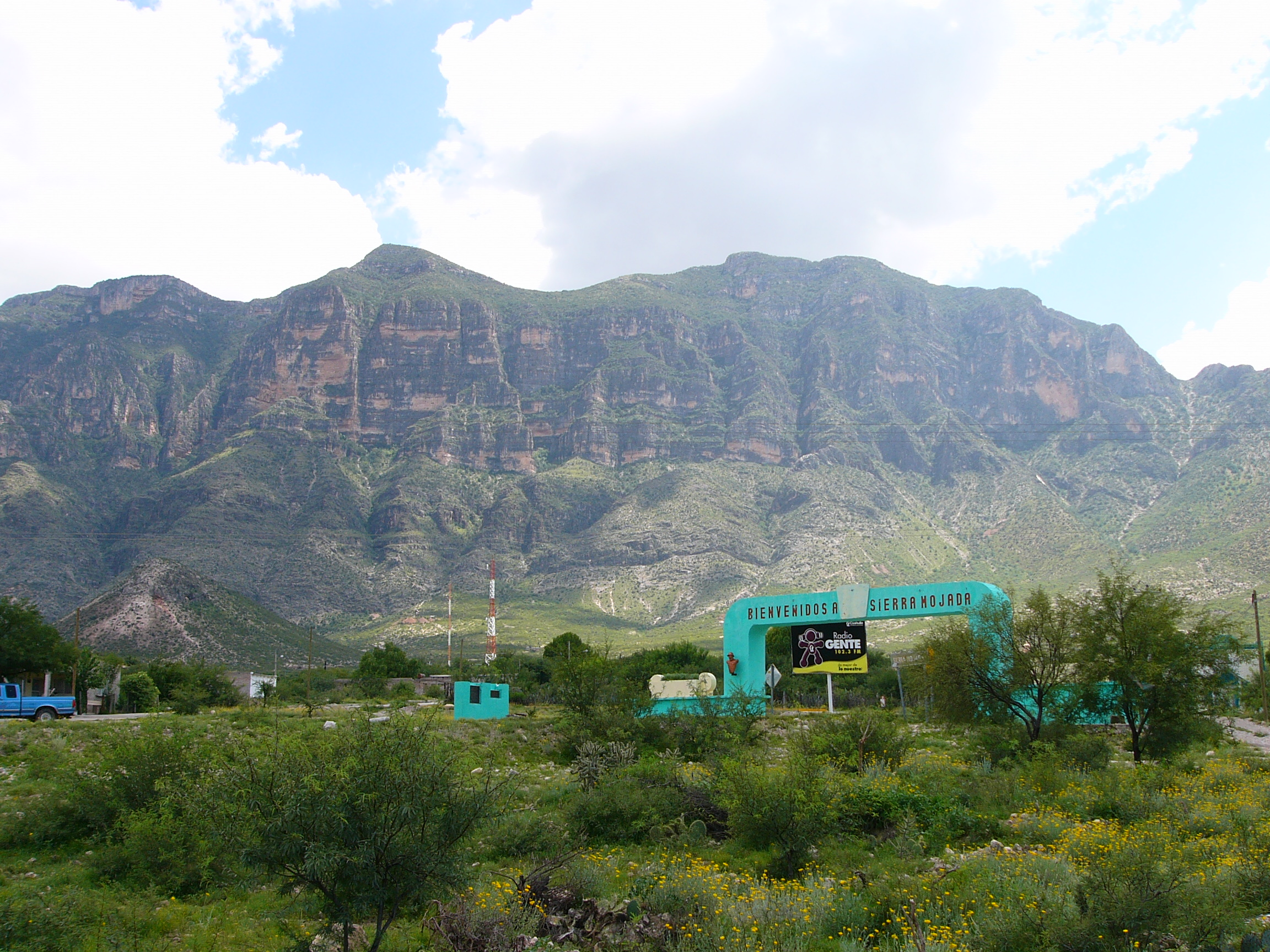
Горная гряда и арка на въезде в административный центр
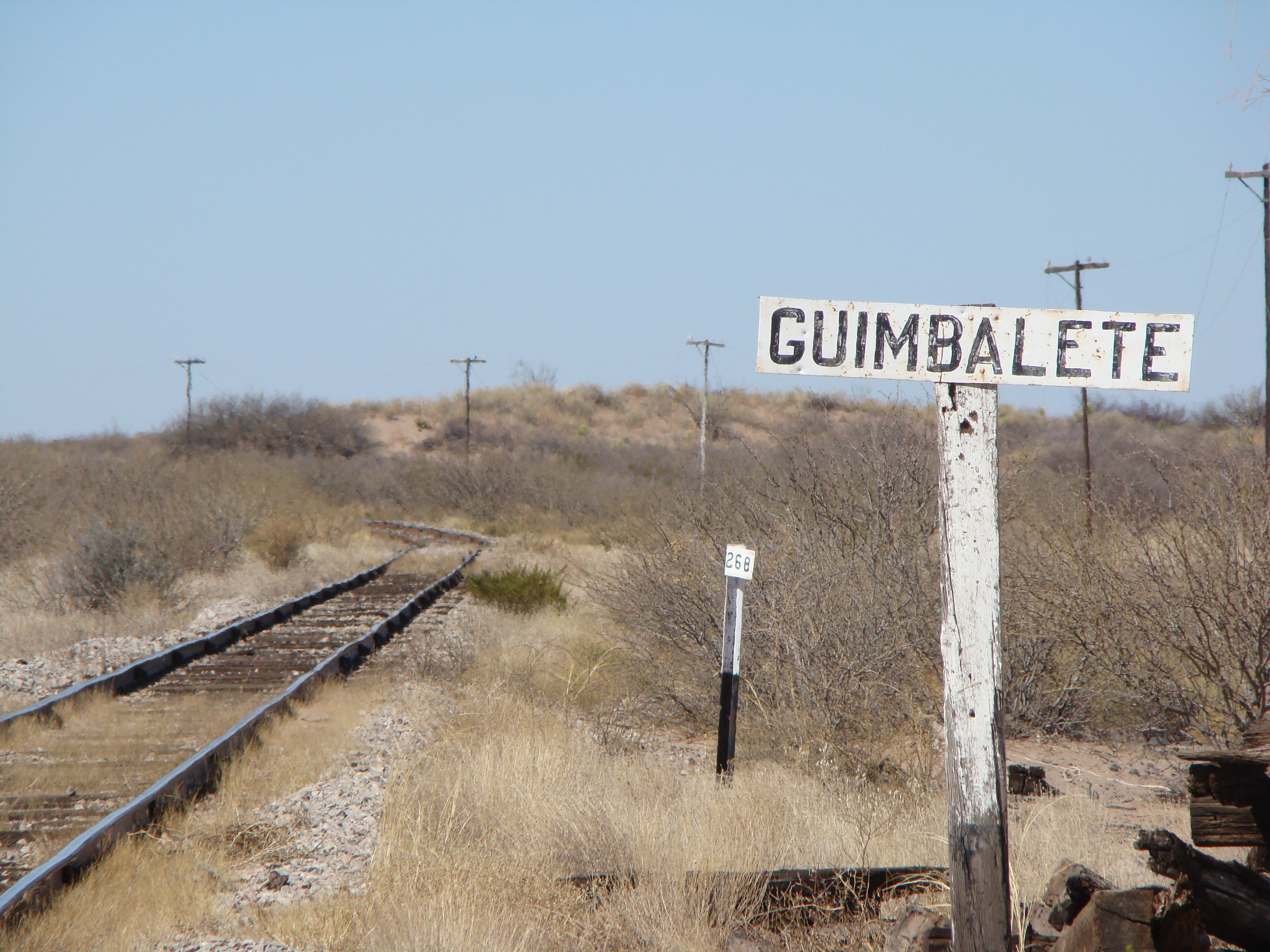
Ж/д остановочный пункт Гимбалете